# Кременчуг (Северо-Казахстанская область)
Кременчуг (каз. Кременчуг) — село в Тайыншинском районе Северо-Казахстанской области Казахстана. Входит в состав Келлеровского сельского округа. Находится примерно в 32 км к западу от города Тайынша, административного центра района, на высоте 165 метров над уровнем моря. Код КАТО — 596055400.

## История
Село основано в 1908 году переселенцами-украинцами. Первоначально называлось Кринадук. Переименовано в Кременчуг в 1929 году.

## Население
В 1999 году численность населения села составляла 388 человек (199 мужчин и 189 женщин). По данным переписи 2009 года в селе проживало 228 человек (111 мужчин и 117 женщин).